# ليلاند بي. يياغر
ليلاند بي. يياغر (بالإنجليزية: Leland B. Yeager)‏ هو اقتصادي أمريكي، ولد في 4 أكتوبر 1924 في أوك بارك في الولايات المتحدة، وتوفي في 23 أبريل 2018.